# Coupe d'Islande de football 1992
La coupe d'Islande 1992 de football est la 33e édition de la Coupe nationale de football.
Elle s'est disputée du 26 mai 1992 au 23 août 1992, avec la finale jouée au Laugardalsvöllur à Reykjavik.
La Coupe revêt une haute importance puisque le vainqueur est qualifié pour la Coupe des Coupes (Si un club gagne à la fois le championnat et la Coupe, c'est le finaliste de la Coupe qui prend sa place en Coupe des Coupes).
Les 10 clubs de 1. Deild ne rentrent qu'en huitièmes de finale, alors que les clubs des divisions inférieures entrent au fur et à mesure des tours préliminaires. Les équipes se rencontrent sur un  match simple. En cas de match nul, une séance de tirs au but détermine le vainqueur.
Le Valur Reykjavik gagne la 8e Coupe d'Islande de son histoire  et se qualifie du même coup pour la Coupe des Coupes. 

## Deuxième tour
| Équipe 1                     | Résultat | Équipe 2                  |
| ---------------------------- | -------- | ------------------------- |
| SM Húsavík                   | 1 - 5    | Völsungur Húsavík         |
| HK Kopavogur                 | 0 - 7    | Stjarnan Gardabaer (D2)   |
| Grótta Seltjarnarnes         | 6 - 4    | þrottur Reykjavik (D2)    |
| ÍBK Keflavík (D2)            | 10 - 0   | Armann Reykjavik          |
| UMF Grindavík (D2)           | 0 - 2    | Fylkir Reykjavik (D2)     |
| KS Siglufjörður              | 1 - 7    | Leiftur Ólafsfjörður (D2) |
| Tindastoll Saudarkrokur (D3) | 3 - 0    | Magni Grenivík            |
| Kormakur Reykjavik           | 3 - 0    | Neisti H.                 |
| UMF Selfoss                  | 2 - 0    | UMF Njarðvík              |
| BÍ Ísafjörður (D2)           | 4 - 0    | Víðir Garður (D2)         |
| Einherji                     | 2 - 2    | Valur Reyðarfjörður       |
| þrottur Norðfjörður (D3)     | 5 - 1    | Höttur Egilsstaðir        |

## Troisième tour
| Équipe 1              | Résultat | Équipe 2                     |
| --------------------- | -------- | ---------------------------- |
| Valur Reyðarfjörður   | 2 - 1    | þrottur Norðfjörður (D3)     |
| ÍBK Keflavík (D2)     | 5 - 0    | Grótta Seltjarnarnes         |
| Völsungur Húsavík     | 4 - 3    | Tindastoll Saudarkrokur (D3) |
| Fylkir Reykjavik (D2) | 2 - 1    | Stjarnan Gardabaer (D2)      |
| UMF Selfoss           | 2 - 4    | BÍ Ísafjörður (D2)           |
| Kormakur Reykjavik    | 0 - 4    | Leiftur Ólafsfjörður (D2)    |

## Huitièmes de finale
- Entrée en lice des 10 équipes de 1. Deild

| Équipe 1                  | Résultat | Équipe 2                |
| ------------------------- | -------- | ----------------------- |
| Breiðablik Kopavogur (D1) | 0 - 3    | Valur Reykjavik (D1)    |
| KA Akureyri (D1)          | 2 - 0    | þor Akureyri (D1)       |
| BÍ Ísafjörður (D2)        | 1 - 4    | Fram Reykjavik (D1)     |
| ÍBK Keflavík (D2)         | 1 - 2    | FH Hafnarfjörður (D1)   |
| Völsungur Húsavík         | 1 - 2    | KR Reykjavik (D1)       |
| Leiftur Ólafsfjörður (D2) | 2 - 5    | Fylkir Reykjavik (D2)   |
| Vikingur Reykjavik (D1)   | 3 - 2    | ÍBV Vestmannaeyjar (D1) |
| Valur Reyðarfjörður       | 0 - 7    | ÍA Akranes (D1)         |

## Quarts de finale
| Équipe 1              | Résultat | Équipe 2                |
| --------------------- | -------- | ----------------------- |
| Valur Reykjavik (D1)  | 2 - 1    | FH Hafnarfjörður (D1)   |
| ÍA Akranes (D1)       | 3 - 2    | Vikingur Reykjavik (D1) |
| Fylkir Reykjavik (D2) | 2 - 1    | KR Reykjavik (D1)       |
| KA Akureyri (D1)      | 2 - 1    | Fram Reykjavik (D1)     |

## Demi-finales
| Équipe 1              | Résultat | Équipe 2             |
| --------------------- | -------- | -------------------- |
| KA Akureyri (D1)      | 2 - 0    | ÍA Akranes (D1)      |
| Fylkir Reykjavik (D2) | 2 - 4    | Valur Reykjavik (D1) |

## Finale
| 25 août 1992 | Valur Reykjavik (D1)                                                                  | 5 - 2 a.p. | KA Akureyri (D1)                             | Laugardalsvöllur, Reykjavik |  |
|              | Baldur Bragason 64e · Anthony Karl Gregory 90e, 102e, 118e · Einar Pall Tomasson 113e |            | Gunnar Mar Masson 30e · Ormarr Orlygsson 34e |                             |  |
|              | (Rapport)                                                                             |            |                                              |                             |  |

- Le Valur Reykjavik remporte sa 8e Coupe d'Islande et est qualifié pour la Coupe des Coupes 1993-1994.